# Veritas (odrůda révy vinné)
Veritas (zkratka Ve) je středně pozdní moštová odrůda révy vinné (Vitis vinifera), určená k výrobě bílých vín, která byla vyšlechtěna roku 1963 v Československu, kříženec odrůd Ryzlink červený a Bouvierův hrozen.
Odrůda Ryzlink červený je mutací odrůdy Ryzlink rýnský. Vyniká větší plodností, ale víno nedosahuje jakosti vín klasického „rýňáku“. Bouvierův hrozen je raná odrůda, určená k výrobě bílých vín s jemnou muškátovou vůní. Vznikla pravděpodobně samovolným křížením odrůd Rulandské bílé a Sylvánské zelené.

## Popis
Réva vinná (Vitis vinifera) odrůda Veritas je jednodomá dřevitá pnoucí liána dorůstající v kultuře až několika metrů. Kmen tloušťky až několik centimetrů je pokryt světlou borkou, která se loupe v pruzích. Úponky umožňují této rostlině pnout se po pevných předmětech. Růst je středně bujný s polovzpřímenými letorosty.
List je středně velký, světle zelený, srdčitý, pětilaločnatý s mělkými až středně hlubokými, široce otevřenými výkroji s rovnoběžnými stěnami. Povrch čepele je středně puchýřnatý, hluboce vrčásčitý. Řapíkový výkroj lyrovitý, mírně překrytý s průsvitem a s ostrým dnem, řapík je středně dlouhý, narůžovělý.
Oboupohlavní pětičetné květy v hroznovitých květenstvích jsou žlutozelené, samosprašné. Hrozen je malý (80 g), válcovitý až kuželovitý, s křidélkem, hustý. Plodem jsou středně velké, kulaté bobule žlutozelené barvy, na osluněné straně hnědnoucí. Dužina je řídká, odrůdové chuti.

## Původ a rozšíření
Veritas je moštová odrůda vinné révy (Vitis vinifera), kterou vyšlechtili roku 1963 ve Šlechtitelské stanici Vrbovec šlechtitelé Cyril Míša a Miloš Zbořil pod pracovním názvem (RČ x BH) I-5/3, křížením odrůd Ryzlink červený a Bouvierův hrozen. V ČR je odrůda zastupována firmou Ampelos, Šlechtitelská stanice vinařská Znojmo a.s., Vrbovec a je právně chráněna.
Do Státní odrůdové knihy České republiky byla odrůda zapsána v roce 2001. Roku 2007 se pěstovala na 3,1 hektarech vinic v podoblastech Slovácká a Znojemská, průměrné stáří vinic roku 2010 činilo 20 let.

## Název
Název odrůdy pochází z latiny, v překladu znamená „pravda“, Inspirací pro název mohlo být známé latinské rčení „IN VINO VERITAS“, česky „Ve víně je pravda“.

## Pěstování
Proti poškození zimními i jarními mrazy je odrůda středně odolná. Je vhodná pro střední i vysoké vedení, vyhovují podnože T 5C, SO-4, Cr 2, 125 AA a Amos. Je vhodná do okrajových, severnějších vinařských oblastí Moravy, kde dosahuje výnosu cca 4,64 kg/keř, tedy 12–17 t/ha při cukernatosti 18–21 °NM a aciditě 8–10 g/l.

### Fenologie
Středně pozdní odrůda raší velmi raně až raně, kvete středně pozdně a dozrává v polovině až koncem září.

### Choroby a škůdci
Odolnost vůči houbovým chorobám obecně je střední, proti plísni šedé (Botrytis cinerea) je nižší.

### Poloha a půdy
Na půdy nemá zvláštní nároky. Optimální jsou svahovité pozemky s dobrým osluněním. Nemá ráda vlhké lokality ani zvlášť suché půdy. Při pěstování je třeba dbát na to, aby keře byly vzdušné.

## Víno
Víno je harmonické, středního obsahu kyselin. Ve vůni se objevují jemné ovocné tóny. Chuť je vyrovnaná, příjemná a osvěžující. Typické víno je zelenožluté, sytější barvy, ve vůni má jemné ovocné tóny, chuť je harmonická a příjemná. Ve vůni a chuti můžeme hledat jemné květinové a ovocné tóny a med. Vhodnost k archivaci ja malá.

### Stolování
Víno odrůdy Veritas můžeme podávat k pokrmům s neutrálními omáčkami.

### Multimédia
- Ing. Radek Sotolář : Multimediální atlas podnožových, moštových a stolních odrůd révy, Mendelova zemědělská a lesnická universita Brno, zahradnická fakulta v Lednici
- Martin Šimek : Encyklopédie všemožnejch odrůd révy vinné z celýho světa s přihlédnutím k těm, co již ouplně vymizely, 2008–2012